# Aïn Defla (provins)
36°18′50″N 2°09′50″Ø / 36.31389°N 2.16389°Ø
Aïn Defla (arabisk: ولاية عين الدفلى, berbisk: ⴰïⵏ ⴷⴻⴼⵍⴰ) er en af Algeriets 48 provinser. Administrationscenteret er Aïn Defla.